# Vlag van Entre Ríos
De vlag van Entre Ríos bestaat uit drie horizontale banen in de kleuren blauw, wit en blauw, waaroverheen een diagonale rode band loopt. Het ontwerp is gebaseerd op de vlag van José Gervasio Artigas. De dienstvlag heeft een zwaluwstaart en toont in het midden het wapen van de provincie.
|  |

De vlag werd aangenomen op 5 maart 1987. Gedurende enkele periodes in de 19e eeuw had Entre Rios ook eigen vlaggen:
|  |  |  |